# کلیسای جامع سنت پائول، مدینا
کلیسای جامع متروپولیتن سنت پائول (مالتی: Il-Katidral Metropolitan ta' San Pawl کاتدرال سنت پائول یا کلیسای جامع مدینا، یک کلیسای جامع کاتولیک در مدینا، کشور مالت است که به پولس رسول تقدیم شده است. این کلیسای جامع در قرن دوازدهم میلادی تأسیس شد و طبق روایات سنتی، در محلی قرار دارد که فرماندار رومی پوبلیوس در پی غرق شدن کشتی او در مالت، با سنت پولس ملاقات کرد. کلیسای جامع اصلی در زلزله ۱۶۹۳ سیسیل به شدت آسیب دید، بنابراین برچیده شد و به سبک باروک به طرحی از معمار مالتی لورنزو گافا بین سال‌های ۱۶۹۶ و ۱۷۰۵ بازسازی شد. کلیسای جامع به عنوان شاهکار گافا در نظر گرفته می‌شود.
کلیسای جامع مقر اسقف‌نشین کاتولیک رومی در مالت است و از قرن نوزدهم این عملکرد را با کلیسای جامع سنت جان در والتا شریک بوده است.

## تاریخچه

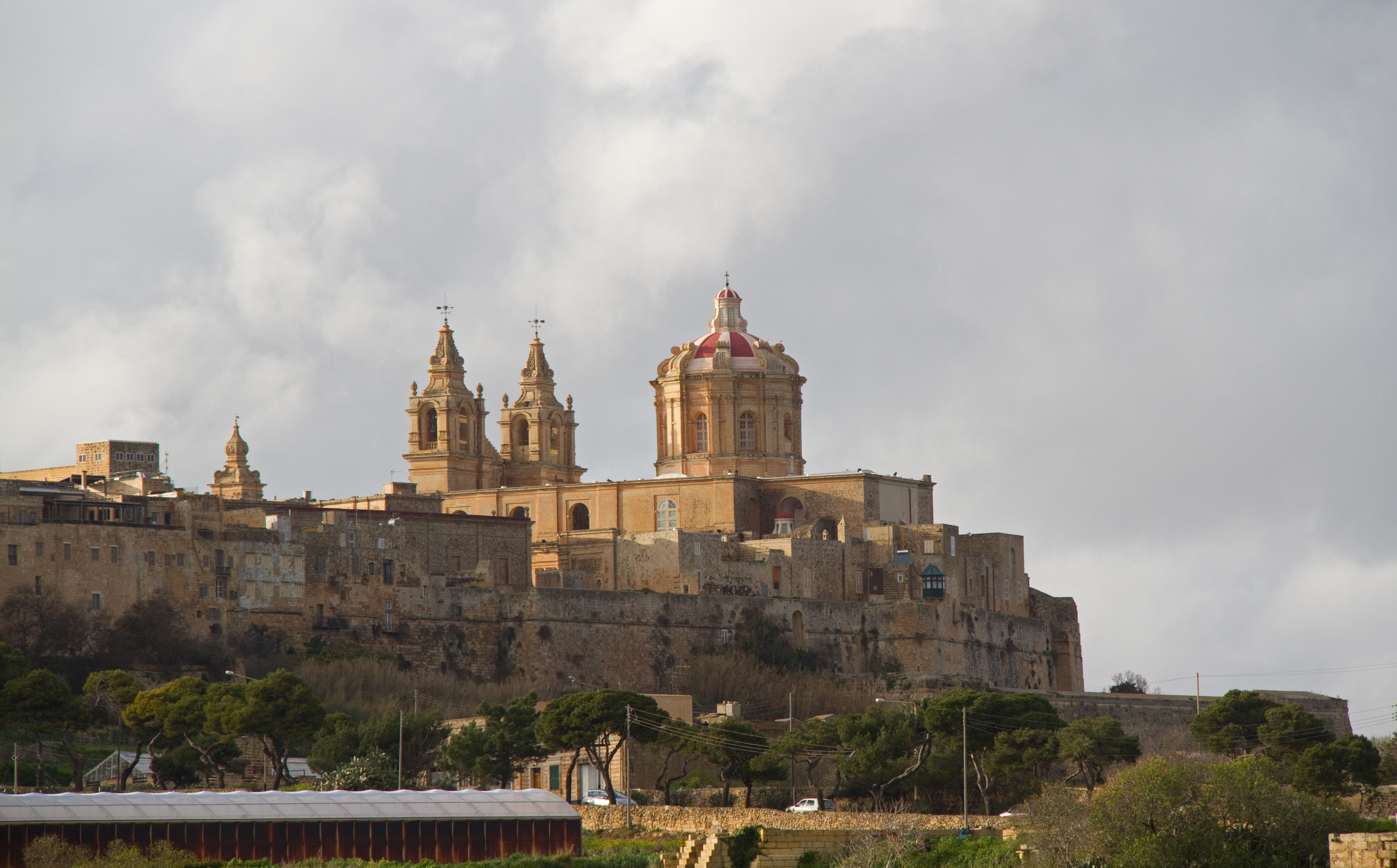
گنبد و ناقوس‌های کلیسای جامع بر خط افق مدینا تسلط دارند

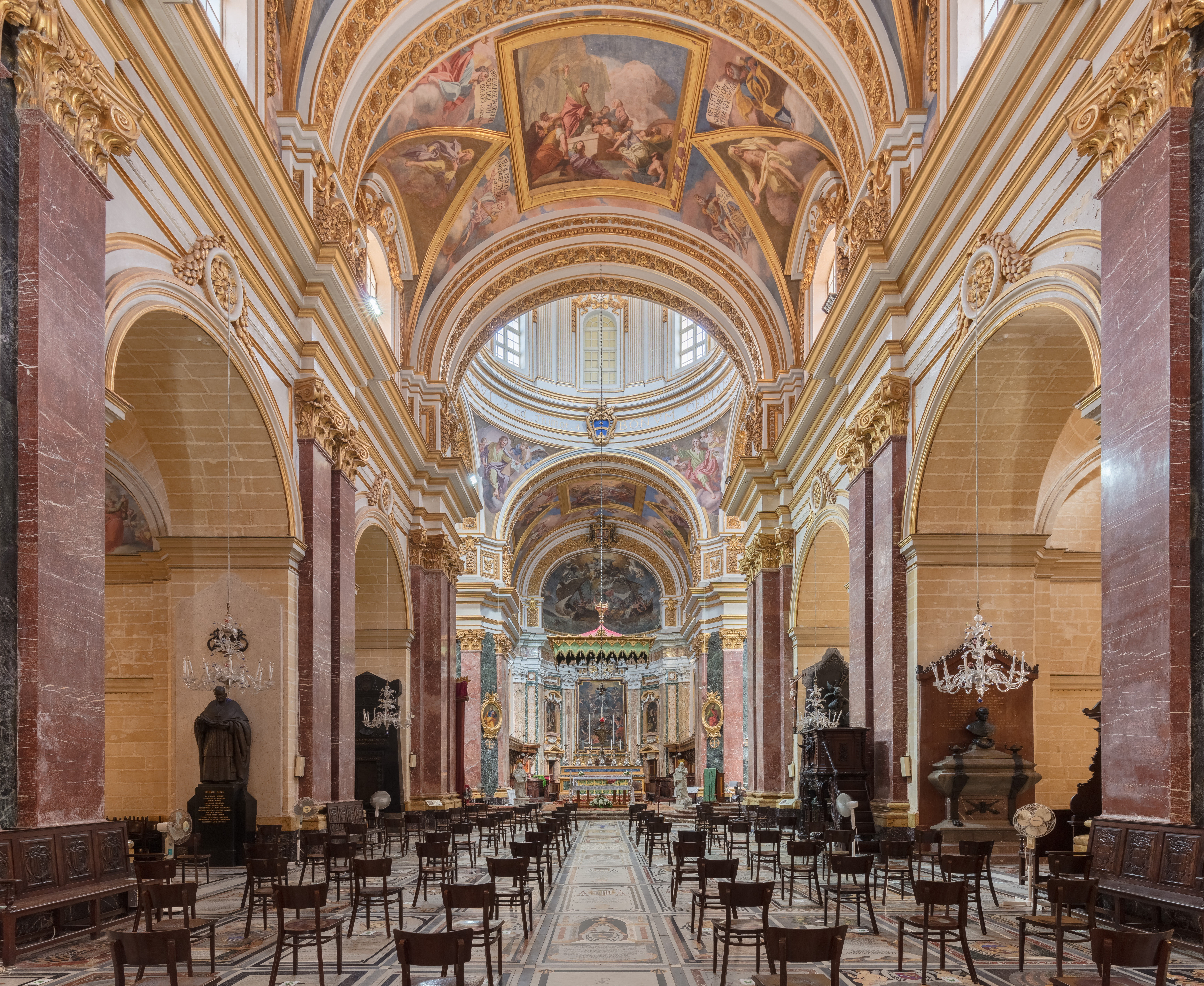
معماری داخلی در شبستان اصلی.

طبق روایات سنتی، محل کلیسای جامع مدینا در ابتدا قصری متعلق به سنت پوبلیوس، فرماندار رومی مالت بود؛ که این فرد پس از غرق شدن کشتی پولس در مالت، به پیشواز او رفت. طبق اعمال رسولان، پولس پدر پوبلیوس و بسیاری از بیماران دیگر را در جزیره شفا داد. اگرچه بقایایی از یک گنبد رومی در دخمه فعلی وجود دارد، و این سنت یک افسانه رایج است، داستان این رویداد توسط باستان شناسان یا مورخان تأیید نمی‌شود. به عنوان بخشی از مجموعه ای از اساطیر پولسی در مالت در نظر گرفته می‌شود.
گفته می‌شود اولین کلیسای جامعی که در این مکان قرار داشت به مریم مقدس تقدیم شده بود، اما در دوره اعراب از بین رفت (کلیساهای مالت پس از حمله اغلبیان در سال ۸۷۰ غارت شدند). در زمان عرب، همان‌طور که در کاوش‌ها مشخص شد، از این مکان به عنوان مسجد استفاده می‌شده است.
پس از تهاجم نورمن‌ها در سال ۱۰۹۱، مسیحیت به عنوان دین غالب در جزایر مالت دوباره احیاء شد. یک کلیسای جامع وقف شده به سنت پولس در قرن ۱۲ و ۱۳ میلادی ساخته شد. کلیسای جامع به سبک گوتیک و رومی ساخته شد و چندین بار بزرگ‌تر و اصلاح شد.
در سال ۱۶۷۹، اسقف و کلیسا تصمیم گرفتند برای بسط گروه کر معماری را به سبک باروک متحول کنند و معمار لورنزو گافا برای طراحی و نظارت بر ساخت منصوب شد. کلیسای جامع چند سال بعد در زلزله سیسیل در سال ۱۶۹۳ به شدت آسیب دید و اگرچه بخش‌هایی از ساختمان آسیب ندیده بود، در ۱۱ آوریل ۱۶۹۳ تصمیم به برچیدن کلیسای جامع قدیمی و بازسازی آن به سبک باروک به طرحی از گافا گرفته شد. گروه کر و زیارتگاه که از زلزله جان سالم به در برده بودند، در کلیسای جامع جدید گنجانده شدند. کار در سال ۱۶۹۶ آغاز شد و ساختمان تا سال ۱۷۰۲ تقریباً تکمیل شد. در ۸ اکتبر ۱۷۰۲ توسط اسقف دیوید کوکو پالمیری تقدیس شد. کلیسای جامع در ۲۴ اکتبر ۱۷۰۵، زمانی که کار بر روی گنبد به پایان رسید، به‌طور کامل تکمیل شد. این ساختمان به عنوان شاهکار گافا در نظر گرفته می‌شود.
در اواخر دهه ۱۷۲۰، برخی از خانه‌های قرون وسطایی در جنوب کلیسای جامع تخریب شدند تا جایی برای یک میدان، کاخ اسقف و حوزه علمیه (موزه کلیسای جامع کنونی) باز شود. میدان روبروی کلیسای جامع در اوایل قرن نوزدهم به دنبال تخریب برخی از ساختمان‌های قرون وسطایی بزرگتر شد.
کلیسای جامع در زلزله دیگری در سال ۱۸۵۶ باز هم آسیب دید و نقاشی‌های دیواری قرن ۱۸ روی گنبد تخریب شد.
امروزه کلیسای جامع یکی از اصلی‌ترین جاذبه‌های گردشگری مدینا است. این یک بنای تاریخی ملی درجه یک است و همچنین در فهرست فهرست ملی اموال فرهنگی جزایر مالت ثبت شده است.

### کتابشناسی
- Deguara, Aloysius (2008). The Metropolitan Cathedral – Mdina. Santa Venera: Heritage Books (subsidiary of Midsea Books Ltd). ISBN 978-99932-7-172-7.
- Gaul, Simon (2007). Malta, Gozo and Comino. New Holland Publishers. ISBN 978-1-86011-365-9.
- MacGill, Thomas (1839). A hand book, or guide, for strangers visiting Malta. Malta: Luigi Tonna.